# Kabarettbundesliga
Die Kabarettbundesliga ist eine Veranstaltungsreihe in Deutschland in Form eines Wettbewerbs unter Kabarettisten, Comedians, Musikkabarettisten und Poetry-Slamern. Ins Leben gerufen wurde sie von Theo Vagedes.

## Durchführung
Bei den Veranstaltungen im Theater treten jeweils zwei Kabarettisten je 45 Minuten hintereinander auf. Anschließend wird vom Publikum ein Sieger gewählt. Die Ergebnisse über eine Saison werden addiert und so ein Gesamtsieger ermittelt. Die Siegerehrung des Deutschen Kabarettmeisters findet in den Wühlmäusen in Berlin statt. Die Kabarettbundesliga wurde 2009 zum ersten Mal ausgetragen. Die Teilnehmer werden jedes Jahr von einer renommierten Jury von Theaterleitern, Journalisten und Regisseuren nominiert. Im Laufe eines Jahres werden 91 Veranstaltungen in 13 deutschen Städten organisiert, so im Kölner Senftöpfchen, in den Berliner Wühlmäusen, im Mainzer Unterhaus, in der Trierer Tuchfabrik, im Theater Alte Mühle in Bad Vilbel, im Forum im Wasserturm in Meerbusch, in der Kulturscheune in Herborn, im Stuttgarter Renitenztheater, in Obernburg in der Kleinkunstbühne Kochsmühle, im Hannoveraner Theater am Küchengarten, im Rosenhof (Osnabrück), im Hamburger Schmidtchen Theater, in der Augsburger Kresslesmühle und im Kulturzentrum Kreuz Fulda. Spielleiter Theo Vagedes kündigte während der Abschlussveranstaltung 2019 an, das sich die Kabarettbundesliga nach der zehnten Saison in eine Kreativpause verabschiedet. Er kommentierte: „1100 Spiele und 2038 Auftritte in zehn Jahren und erstmals die Siegerfeier nicht in Berlin, sondern in Herborn.“

## Preisträger
Saison 2018/2019
- Meister: Martin Schmitt
- Silber: Jakob Heymann
- Bronze: Blömer//Tillack und Bumillo

Saison 2017/2018
- Meister: Andy Ost
- Silber: Stefan Danziger
- Bronze: Murzarella

Saison 2016/2017
- Meister: Nektarios Vlachopoulos
- Silber: Benjamin Eisenberg
- Bronze: Christof Spörk

Saison 2015/2016
- Meister: Matthias Ningel
- Silber: Harry & Jakob
- Bronze: Johannes Flöck

Saison 2014/2015
- Meister: Maxi Schafroth
- Silber: Lars Redlich
- Bronze: Daphne de Luxe

Saison 2013/2014
- Meister: Philipp Scharri
- Silber: ['pro:c-dur]
- Bronze: Ludger K.

Saison 2012/2013
- Meister: Zärtlichkeiten mit Freunden
- Silber: Sascha Bendiks & Simon Höneß
- Bronze: Manuel Wolff

Saison 2011/2012
- Meister: Vocal Recall
- Silber: Klaus Kohler
- Bronze: Barbara Ruscher

Saison 2010/2011
- Meister: Michael Sens
- Silber: Topas
- Bronze: Axel Pätz

Saison 2009/2010
- Meister: Eure Mütter
- Silber: Gunzi Heil
- Bronze: Matthias Brodowy

## Teilnehmer
- Saison 2018/2019: Andrea Limmer, Aydin Isik, Blömer // Tillack (Bernd Blömer und Dirk Tillack), Bumillo, Byebye, Daniel Wagner, Georg Clementi, Hildegart Scholten, Inka Meyer, Jacqueline Feldmann, Jakob Heymann, Martin Schmitt, Sebastian Richartz, Sven Bensmann
- Saison 2017/2018: Andreas Thiel, Andy Ost, Berhane Berhane, Florian Simbeck, HörBänd, Lennart Schilgen, Marcel Mann, Michael Elsener, Murzarella, Nora Boeckler, Paco Erhard, Sebastian Hahn, Stefan Danziger, Volker Diefes
- Saison 2016/2017: Benjamin Eisenberg, Christine Schütze, Christof Spörk, Die HengstmannBrüder, Don Clarke, Falk, Frankfurter Klasse, Helmut Sanftenschneider, Korff/Ludewig, Liese-Lotte Lübke, Nektarios Vlachopoulos, Olaf Bossi, Peter Fischer, Robert Alan
- Saison 2015/2016: Andy Sauerwein, Anton Grübener, Christin Henkel, Faisal Kawusi, Friedemann Weise, Harry & Jakob, Johannes Flöck, Martin Fromme, Roger Stein, Matthias Ningel, Sarah Bosetti, Schwester Cordula, Simon Pearce, Stefan Leonhardsberger
- Saison 2014/2015: Benjamin Tomkins, Daphne de Luxe, Holger Edmaier, Klaus Renzel, Lars Redlich, Lutz von Rosenberg Lipinsky, Maria Vollmer, Masud, Maxi Schafroth, Roberto Capitoni, Schöner Scheitern, Thilo Seibel, This Maag, Thomas Müller
- Saison 2013/2014: Alexandra Gauger, C. Heiland, Ensemble Weltkritik, Heinz Gröning, Kristina Kruttke, Ludger K., Özgür Cebe, Philipp Scharri, ['pro:c-dur], Sabine Domogala, Sebastian Nitsch, Thomas Lienenlüke
- Saison 2012/2013: Andrea Badey, Andreas Hauffe, Ecco Meineke, Gunkl, Hans Krüger, Lobsang Be, Manuel Wolff, Matthias Machwerk, Onkel Fisch, Patrick Salmen, Peter Vollmer, Sascha Bendiks & Simon Höneß, Till Reiners, Zärtlichkeiten mit Freunden
- Saison 2011/2012: Andreas Krenzke, Barbara Ruscher, Christian Hirdes, Daniel Helfrich, El Mago Masin, Götz Frittrang, Johannes Kirchberg, Kai Spitzl, Klaus Kohler Michael Feindler, Stefan Ebert, Sven Görtz (vier Spiele ohne Wertung für Andreas Krenzke), Stefan Waghubinger, Thomas Schreckenberger, Vocal Recall
- Saison 2010/2011: Axel Pätz, Bernhard Westenberger, Björn Pfeffermann, Joachim Zawischa, Lothar Bölck, Martin Herrmann, Michael Sens, Obel, Sebastian 23, Sia Korthaus, Sybille Bullatschek, Tilman Birr, Topas, Volker Surmann
- Saison 2009/2010: Carmela de Feo, Dagmar Schönleber, DeSimo, Erik Lehmann, Eure Mütter, Gunzi Heil, Hannes Ringlstetter, Hans Gerzlich, Jens Neutag, Kai Magnus Sting, Matthias Brodowy, Matthias Reuter, Nadja Maleh, Nagelritz, Sarah Hakenberg, Serhat Doğan, Uli Masuth, Wolfgang Trepper